# Durfort-et-Saint-Martin-de-Sossenac
Durfort-et-Saint-Martin-de-Sossenac är en kommun i departementet Gard i regionen Occitanien i södra Frankrike. Kommunen ligger i kantonen Sauve som tillhör arrondissementet Le Vigan. År 2022 hade Durfort-et-Saint-Martin-de-Sossenac 757 invånare.

## Befolkningsutveckling
Antalet invånare i kommunen Durfort-et-Saint-Martin-de-Sossenac
Referens:INSEE